# Emma Peters
Pour les articles homonymes, voir Peters.
Emma Péters, née le 25 novembre 1996 à Lille, est une auteure-compositrice-interprète et musicienne française.
Elle se fait connaître avec des reprises sur YouTube, principalement des titres hip-hop qu’elle revisite en guitare-voix.

## Biographie

### Jeunesse
Emma Peters naît à Lille le 25 novembre 1996, au sein d'une famille originaire du Nord de la France qu'elle fait figurer sur la pochette de son album Dimanche. 

### Premiers pas dans la musique

#### Reprises sur Youtube et remixes
Les débuts d'Emma Peters sur YouTube se font avec la mise en ligne de sa reprise de Say Something de A Great Big World le 15 mai 2015 avec sa sœur Marie Lou Peters. Deux ans plus tard, l'artiste publie sa reprise de Clandestina de Lartiste.

#### Premier album en 2022:Dimanche
Emma Peters écrit et compose son premier album intitulé Dimanche, qui sort le 25 mars 2022. Il contient 14 titres,,. Cet album lui vaut d'être nommée comme révélation féminine aux Victoires de la musique de 2023.
Le 27 octobre 2022, elle est marraine du 12e Prix Georges Moustaki.
En 2024, elle sort son deuxième album, Tout de suite.

## Discographie

### Albums studio
- 2022 : Dimanche (Local / VF Musiques / Believe)
- 2024 : Tout de suite (Local / VF Musiques / Believe)

## Distinction
- Victoires de la musique 2023 : nomination pour la Victoire de la révélation féminine[6]